# Relaciones Baréin-España
Las relaciones Baréin-España son las relaciones bilaterales entre estos dos países. Baréin no tiene embajada en España, realiza sus actividades diplomáticas en este país a través de su embajada en París. España tampoco tiene embajada en Baréin, pero su embajada en Kuwait está acreditada para este país, Igualmente, el Reino de España tiene un Consulado Honorario en Manama (Baréin).

## Relaciones diplomáticas
Las relaciones entre ambos países se asientan sobre la buena relación existente entre las familias reales y en este contexto se han realizado varias visitas privadas. Las relaciones se encauzan normalmente a través de las embajadas de España en Kuwait y de Baréin en París.

## Relaciones económicas
En 2014, las exportaciones españolas a Baréin fueron de 130,3 millones de euros, con un aumento del 32,8%, apreciándose un aumento en el residual de mercancías varias, en ropa, marroquinería, baldosas, mobiliario y vegetales frescos. Las importaciones desde Baréin fueron de 51,8 millones de euros, con una caída del 12,2 por ciento, debida a las menores importaciones de productos semielaborados de aluminio y equipamientos de navegación aérea. La cobertura fue del 251,09 cuando un año antes era del 167,7 por cien.
Baréin ocupa el puesto 92 entre los clientes de España y el 109 como proveedor. La exportación de España a Baréin está muy diversificada, sobre todo en bienes de consumo. Destacan la confección femenina, los combustibles y lubricantes, los pavimentos y revestimientos cerámicos y la confección masculina, y también la industria de defensa y el equipamiento de orden público.
La importación de España desde Baréin muestra una mucha menor diversificación. Está concentrada prácticamente en productos semielaborados de

## Declaraciones, tratados y acuerdos firmados
En mayo de 2008 se firmó un Acuerdo para la Promoción y Protección Recíproca de Inversiones. Entró en vigor: 17 de febrero de 2014. En mayo de 2014 se firmó un Acuerdo sobre Cooperación en el ámbito de la defensa. El 30 de junio de 2013 se firmó el MoU sobre consultas bilaterales entre el MAEC de España y el MAE de Baréin. El 1 de mayo de 2014 se firmó un MoU en el ámbito turístico entre el Ministerio de Industria, Energía y Turismo del Reino de España y el Ministerio de Cultura del Reino de Baréin.